# Дарза (Дамбовица)
Дарза (рум. Dârza) насеље је у Румунији у округу Дамбовица у општини Креведија. Oпштина се налази на надморској висини од 109 m.

## Становништво
Према подацима из 2002. године у насељу је живело 1855 становника, од којих су сви румунске националности.